# Dolmen de la Chassagne
Le dolmen de la Chassagne est un dolmen situé à Saint-Cernin-de-Larche dans le département français de la Corrèze.

## Protection
L'édifice est inscrit au titre des monuments historiques en 1988.

## Description
La fouille du tumulus a révélé l'existence d'un parement extérieur d'environ 0,60 m de hauteur ceinturant un tertre d'environ 18 m  de diamètre sur 2 m de hauteur qui, à l'origine, recouvrait totalement le dolmen.

## Matériel archéologique
L'étude des dents humaines découvertes indique qu'elles correspondent à des individus de trois générations distinctes (enfant, adulte et vieillard). Le mobilier archéologique comporte des perles (jayet, calcaire) et une pointe de flèche à pédoncule et ailerons. L'ensemble est attribuable à une culture néolithique caussenarde mais la poterie à dégraissant quartzo-feldspathique découverte est d'origine plus septentrionale.